# Anthopleura sola
Anthopleura sola là một loài hải quỳ thuộc họ Actiniidae. A. sola trước đây được coi là hình thức đơn độc của hải quỳ gộp chung anthopleura elegantissima, nhưng được xác định là một loài riêng biệt vào năm 2000.

## Mô tả
A. sola là một hải quỳ đơn độc có kích cỡ trung bình 12 cm nhưng có thể phát triển chiều rộng lên đến 25 cm, lớn hơn nhiều so với A. elegantissima. Cột có màu xanh lá cây hoặc màu trắng và là dài gấp đôi chiều rộng của nó khi mở rộng. Cột có màu xanh lục nhạt đến màu trắng và dài gấp đôi chiều rộng của nó khi mở rộng. Cột có nhiều nếp lồi dính (verrucae) được sắp xếp theo các hàng thẳng đứng mà sỏi và mảnh vỏ bám dính vào nhau. Đĩa miệng có sọc ngang và có năm vòng tua xúc tu nhọn. Xúc tu có màu nhạt với các đầu màu hồng, xanh dương hoặc màu  oải hương.
A. sola có thể được phân biệt với A. elagantissima bởi kích thước lớn hơn và hình thức đơn độc thường. Nó được phân biệt với anthopleura xanthogrammica bởi các  màu sắc khuyên tua, đĩa miệng sọc, và hàng dọc của  nếp lồi dính.
Màu sắc của hải quỳ một phần là do cộng sinh Zooxanthellae ở lớp dạ dày. Loài hải quỳ tái tạo bằng đường tình dục.

## Phân bố
Loài hải quỳ này được tìm thấy ở phía tây bắc Thái Bình Dương. Tại Hoa Kỳ nó phân bố giữa trung bộ California và Baja California. Nó sống trong vùng triều thấp  trong môi trường đá, thường  trú ẩn trong các vết nứt và khe hở. Khi thủy triều xuống, nó thường bị che lấp bởi các mảnh vỏ và các hạt khác dính vào nó 